# Juan de Dios Hernández Ruiz
Juan de Dios Hernández Ruiz SJ (ur. 14 listopada 1948 w Holguín) – kubański duchowny katolicki, biskup Pinar del Rio od 2019.

## Życiorys
Święcenia kapłańskie przyjął 26 grudnia 1976 w zakonie jezuitów, zaś w 1985 złożył w nim śluby wieczyste. Przez wiele lat pracował w seminarium w Hawanie, był także m.in. mistrzem nowicjatu zakonnego oraz dyrektorem hawańskiego domu Pedro Arrupe.
3 grudnia 2005 Benedykt XVI mianował go biskupem pomocniczym archidiecezji Hawany oraz biskupem tytularnym Cures Sabinorum. Sakry biskupiej udzielił mu 14 stycznia 2006 kardynał Jaime Ortega. W listopadzie 2013 został wybrany sekretarzem generalnym Konferencji Episkopatu Kuby.
5 czerwca 2019 papież Franciszek minował go biskupem ordynariuszem Pinar del Rio.